# Церковь Святого Петра Мученика (Верона)
Церковь Сан-Пьетро-Мартире, также называемая церковью Сан-Джорджетто (итал. Chiesa di San Pietro Martire — Церковь Святого Петра Мученика; итал. Сhiesa di San Giorgetto — Маленькая церковь Святого Георгия) — секуляризованная католическая церковь, расположенная в городе Верона, область Венето, северная Италия. Освящена в честь доминиканского проповедника святого Петра Веронского. Церковь была закрыта во время наполеоновской оккупации. В наше время принадлежит муниципалитету Вероны.

## История
Строительство здания церкви началось в 1283 году по заказу монахов доминиканского ордена. Освящение состоялось 24 апреля 1354 года. Примерно в середине XIV века немецкие «рыцари Бранденбурга», следовавшие за кондотьером Кангранде II делла Скала, сделали церковь своей капеллой, украсив гербами и вотивными росписями, включая изображение коленопреклонённого перед образом Девы Марии Святого Георгия. Покинутый рыцарями, после непродолжительного возвращения доминиканцам, в 1424 году храм был посвящён веронскому святому Петру мученику после передачи его мирянскому братству с тем же названием. В 1494 году он перешёл во владение знатной семьи Салерни, а затем снова к доминиканцам. Во время наполеоновской оккупации храм был конфискован, а затем в 1807 году продан австрийцами муниципалитету Вероны, которому он принадлежит по настоящее время.

## Архитектура
Церковь полностью построена из кирпича в готическом стиле, архитектурная композиция выглядит относительно простой, но гармоничной. На главном фасаде находится портал с навесным арочным портиком с двумя колонками на кронштейнах. В люнете порталa находится фреска Якопо Лигоцци, ныне сильно обветшавшая, на которой изображен Святой Георгий. Над крыльцом находится небольшое круглое окно-роза.Справа от портала установлена погребальная урна знаменитого медика Баварино Крешенци, умершего в 1346 году. Горельеф изображает медика, намеревающегося дать урок. Эту работу обычно приписывают каменотесу Риджино ди Энрико.
С правой стороны по боковому фасаду находится ещё один портал с пилястрами «канделябром», увенчанный люнетом с остатками фрески, на которой, по-видимому, изображён Святой Пётр Мученик. Над ним находится небольшое круглое отверстие, через которое проникает свет, а также другие, более крупные трёхлопастные окна в стрельчатых арочных проёмах.
На близлежащей площади Санта-Анастазия, граничащей с церковью, с 1321 года находится гробница Гульельмо да Кастельбарко, расположенная над аркой, ведущей в доминиканский монастырь. Это творение впоследствии будет взято за образец при строительстве гробниц Скалигеров.

## Интерьер
Как и внешний вид, интерьер церкви имеет простой вид. Пространство разделено на два больших пролёта. Продольные стены, некогда полностью покрытые фресками, ныне украшены полосой фресок, изображающих рыцарей, предстоящих Мадонне вместе с другими персонажами, выше — их гербы. Имеются также фрески работы Доменико Брузасорци, в частности «Явление Мадонны святым Петру Мученику и святому Зенону».
Над самым большим люнетом веронский художник Джан Мария Фальконетто создал оригинальное изображение Благовещения, на котором Мария появляется внутри укрепления в окружении различных символических животных и других персонажей марианского иконографического цикла. Историк искусства Гюнтер Швейкхарт предположил, что это фресковое повторение швейцарской шпалеры, датируемой 1480 годом, заказанное художнику в 1514 году рыцарями императора Максимилиана I, и которые изображены стоящими на коленях по сторонам центральной сцены.
Среди других произведений, сохранившихся в церкви, — два вотивных изображений Мадонны, приписываемые Туроне ди Максио, «Распятие» и «Чудо Больсены», размещённые над главным алтарём и, вероятно, созданные учеником Альтикьеро да Дзевио.

## Галерея

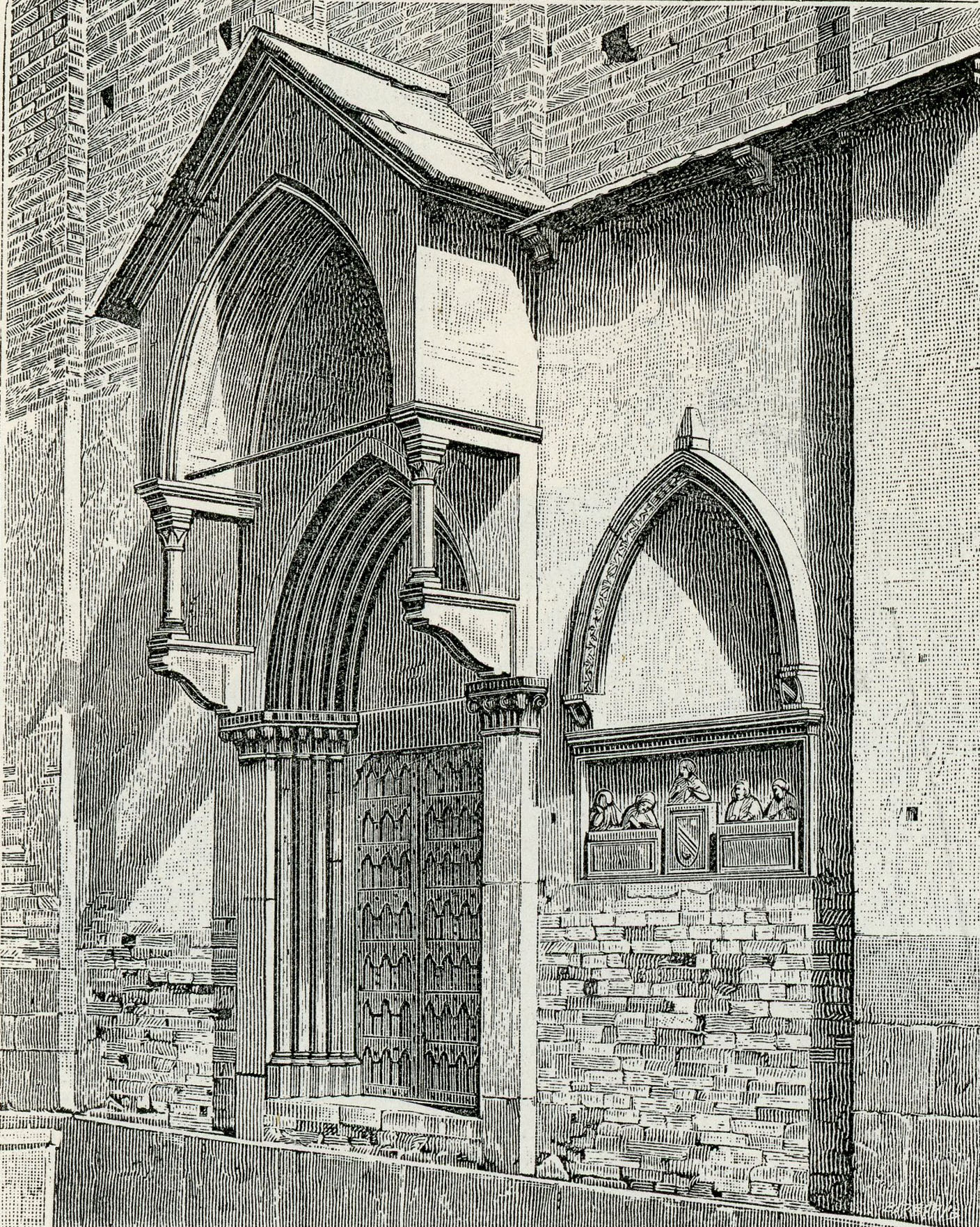
Портал главного фасада. Ксилография 1903 г.
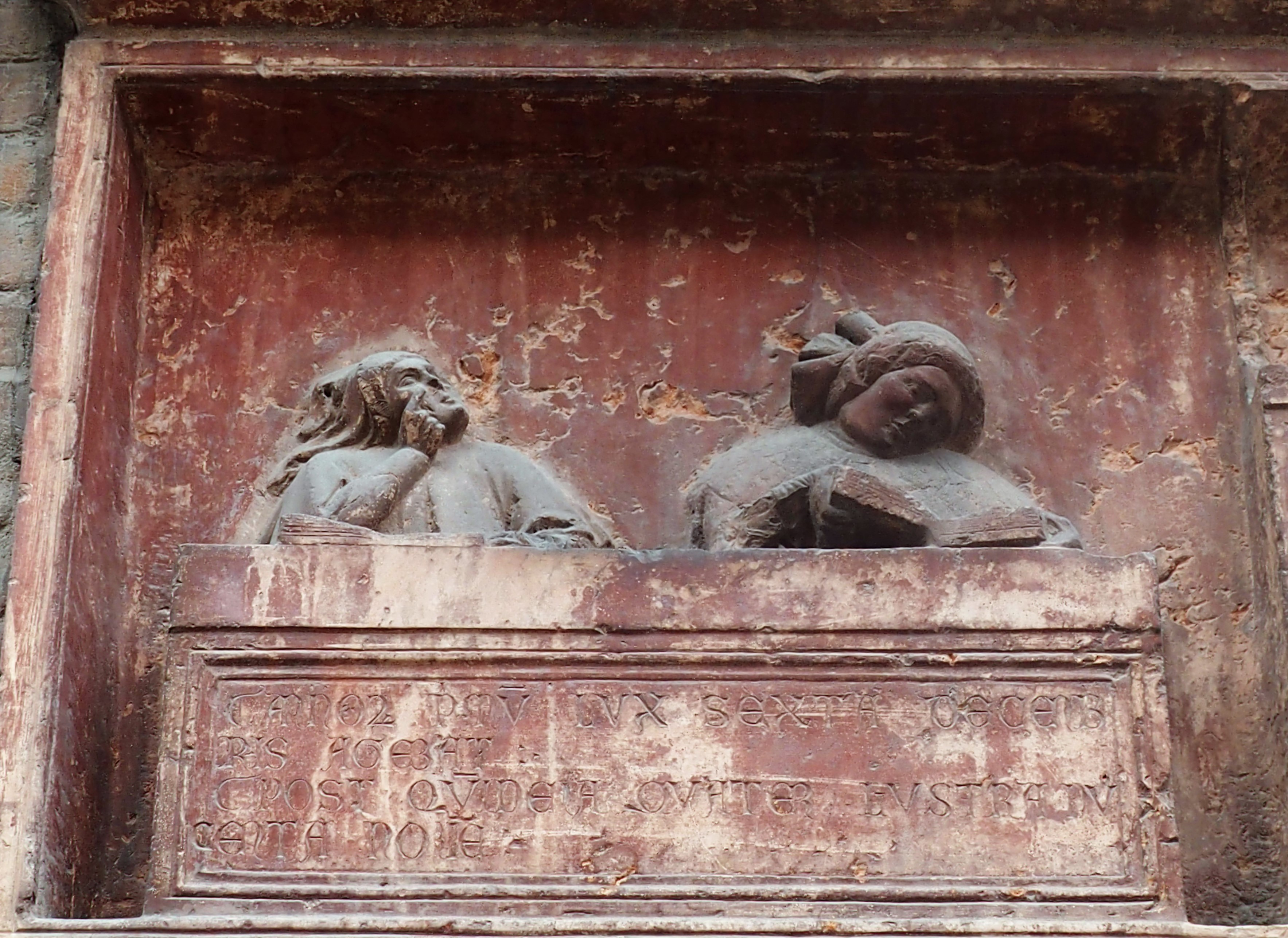
Надгробие медика Баварино Крешенци. 1346
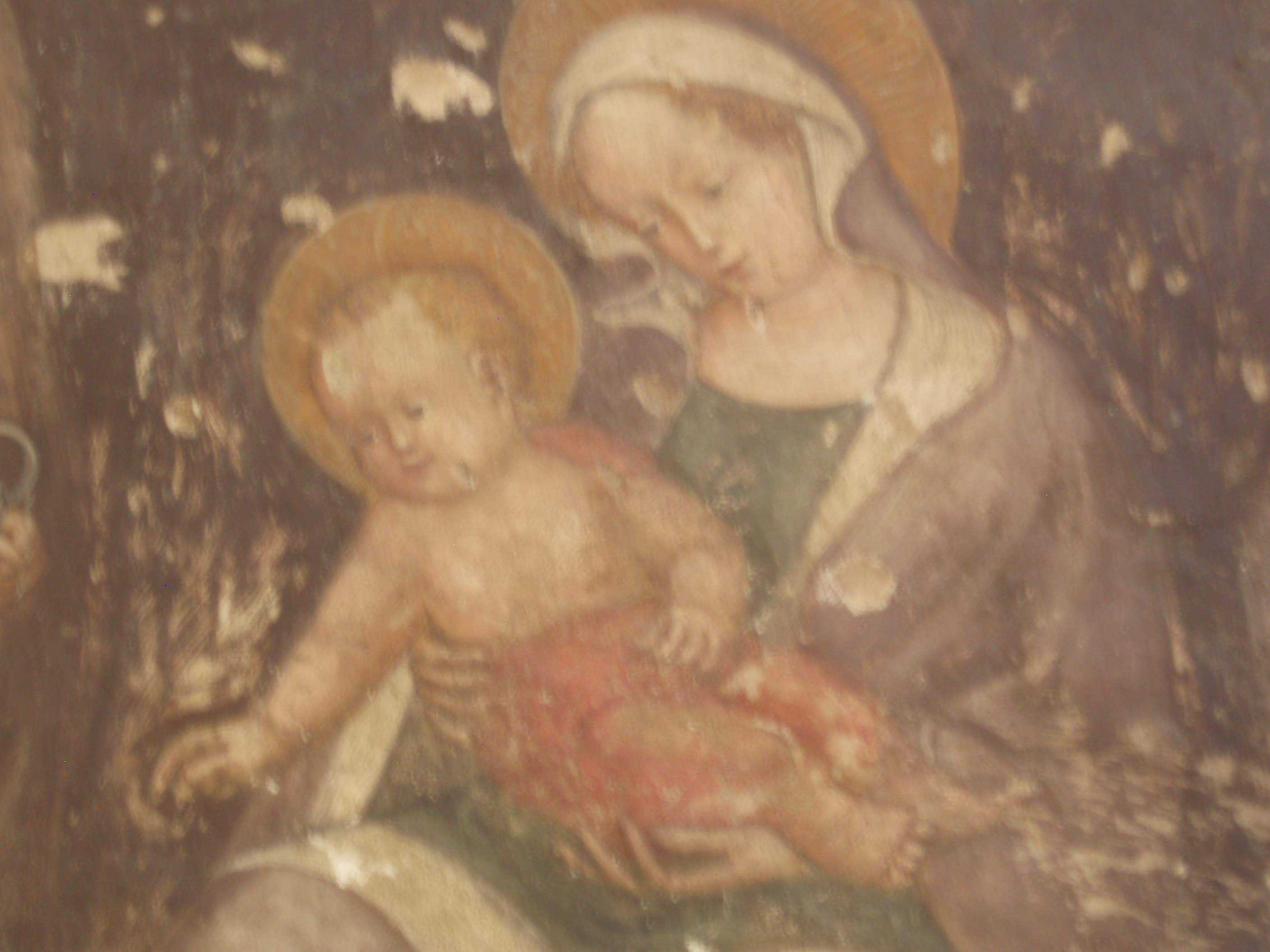
А. Бадиле (?). Мадонна с Младенцем. Деталь фрески
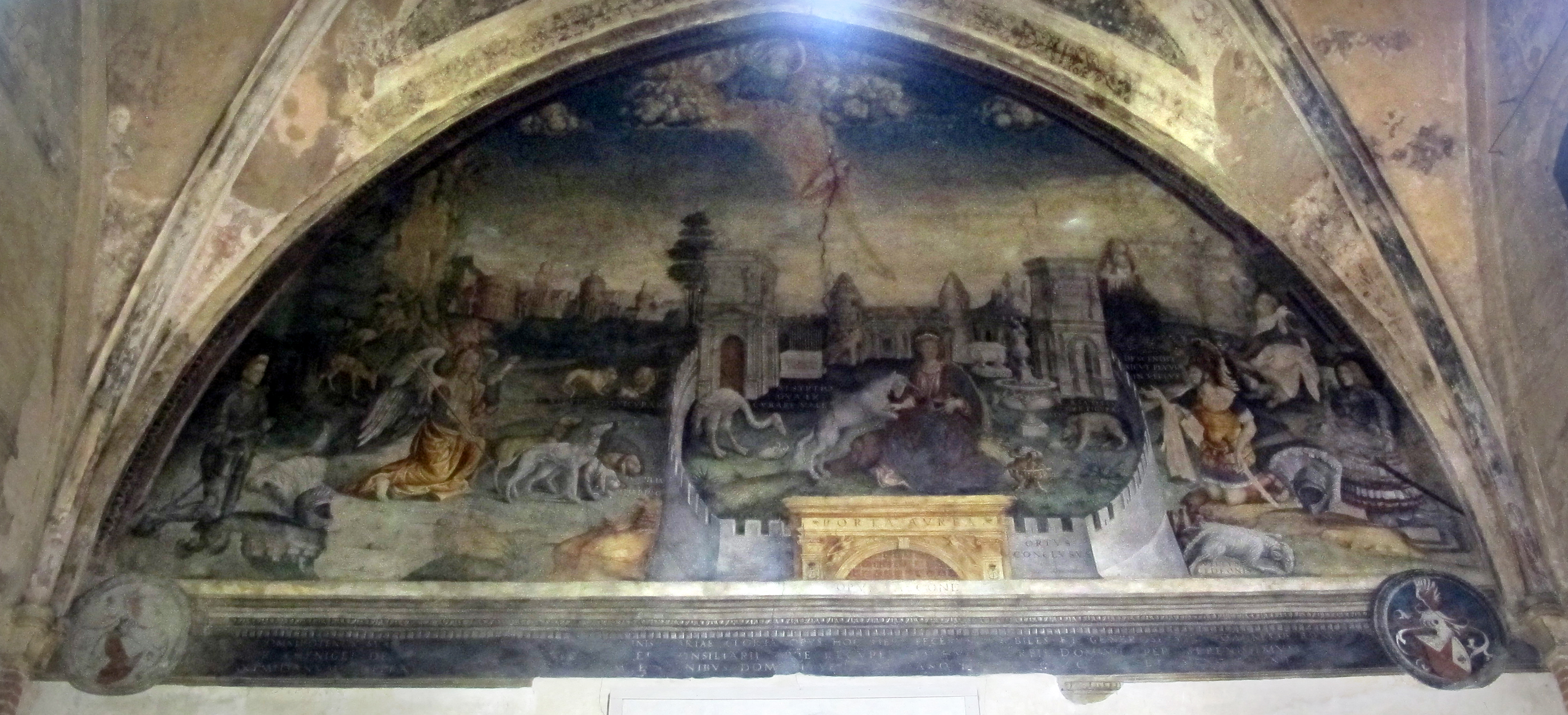
Дж. М. Фальконетто. Аллегория Благовещения. 1514. Фреска
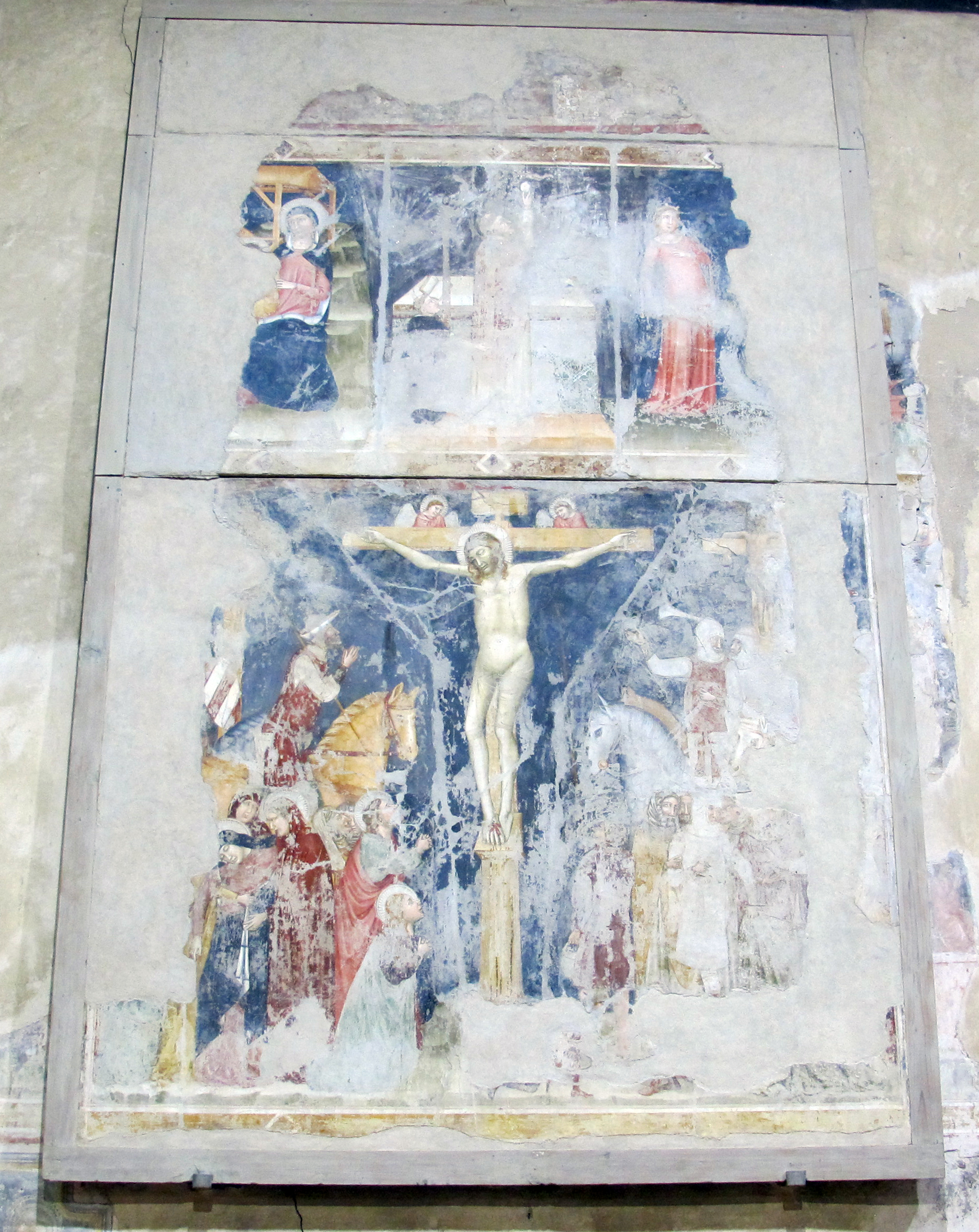
Туроне ди Максио. Распятие. Деталь фрески